# Wheeling (Virginia Occidental)
Wheeling es una ciudad ubicada en los condados de Ohio y Marshall en el estado estadounidense de Virginia Occidental. En el Censo de 2020 tenía una población de 27,062 habitantes y una densidad poblacional de 650 personas por km².

## Geografía
Según la Oficina del Censo de los Estados Unidos, Wheeling tiene una superficie total de 41.47 km², de la cual 35.72 km² corresponden a tierra firme y (13.88%) 5.75 km² es agua.

## Demografía
Según el censo de 2010, había 28486 personas residiendo en Wheeling. La densidad de población era de 686,85 hab./km². De los 28486 habitantes, Wheeling estaba compuesto por el 91.15% blancos, el 5.14% eran afroamericanos, el 0.16% eran amerindios, el 0.93% eran asiáticos, el 0.01% eran isleños del Pacífico, el 0.25% eran de otras razas y el 2.35% pertenecían a dos o más razas. Del total de la población el 0.87% eran hispanos o latinos de cualquier raza.